# Marianne Mulon

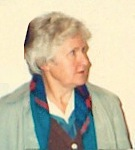
Marianne Mulon, 1990

Marianne Mulon (* 25. August 1927 in Nancy; † 3. Oktober 2011) war eine französische Romanistin und Namensforscherin.

## Leben und Werk
Marianne Mulon studierte an der École nationale des chartes und blieb dieser Einrichtung als Konservatorin treu. Sie spezialisierte sich in der Namenforschung (oder Onomastik), vor allem der Ortsnamenforschung (Toponomastik oder Toponymie). 1995 erhielt sie den Prix Albert Dauzat.

## Werke
- Deux traités inédits d'art culinaire médiéval, Paris 1971
- L'Onomastique Française. Bibliographie des travaux publiés jusqu'en 1960.  Bibliographie des travaux publiés de 1960 à 1985, 2 Bde., Paris 1977–1987
- (Hrsg. mit Françoise Dumas und Gérard Taverdet) Dialectologie onomastique. Colloque tenu à Loches (mai 1978), Dijon 1980
- (mit Marie Thérèse Morlet) Les études d'onomastique en France de 1938 à 1970, Paris 1981
- (Hrsg.) Toponymie, archéologie. Colloque tenu au Mans (mai 1980). Actes, Paris 1981
- Les Noms de famille en France et notamment en Berry-Nivernais, Bourges 1985
- Les suffixes dans les noms de famille français, in: Erlanger Familiennamen-Colloquium. Referate des 7. interdisziplinären Colloquiums des Zentralinstituts, hrsg. von Rudolf Schützeichel, Neustadt an der Aisch  1985,  S. 49–166 (Schriften des Zentralinstituts für Fränkische Landeskunde und Allgemeine Regionalforschung an der Universität Erlangen-Nürnberg)
- (mit Louis Deroy) Dictionnaire de noms de lieux, Paris 1992
- (Hrsg. mit Gérard Taverdet) Hommage à Guy Villette. Quelques études toponymiques et historiques, Fontaine-lès-Dijon 1992
- Noms de lieux d’Île-de-France, Paris 1997
- Origine et histoire des noms de famille. Essais d'anthroponymie, Paris 2002